# Baby K
Baby K, pseudonimo di Claudia Judith Nahum (Singapore, 5 febbraio 1983), è una cantautrice e rapper italiana.
È uno dei tre artisti italiani, insieme a Lazza e Giusy Ferreri, ad avere ottenuto un disco di diamante dalla FIMI grazie al singolo Roma-Bangkok, con Giusy Ferreri che ha venduto oltre 500 000 copie nel paese. Il successo è stato tale anche per il relativo video musicale, il primo nella storia della musica italiana ad avere raggiunto le cento milioni di visualizzazioni su YouTube, ottenendo di conseguenza la Vevo Certified. Inoltre la canzone è stata tradotta in spagnolo. La cantante è inoltre la prima artista italiana ad avere raggiunto il miliardo di visualizzazioni totali sul suo canale YouTube.

## Biografia
Per via del lavoro del padre, geofisico, nasce a Singapore e trascorre i primi anni di vita a Giacarta. Successivamente ha vissuto a Londra, nel sobborgo di Pinner. Lì ha frequentato la Harrow School of Young Musicians, che le ha consentito di fare svariate esperienze a livello musicale, tra cui un tour in Europa. In quel periodo si avvicina all'MC'ing.
Nel 2000, a diciassette anni, si trasferisce in Italia, a Roma, e conduce alcuni programmi radiofonici sull'hip hop. Nel 2007 debutta nella scena musicale collaborando con il rapper Amir nel brano Non siete pronti, presente in Vita di prestigio. In seguito ha partecipato a molti album e mixtape di rapper come Bassi Maestro, Vacca e Rayden, oltre al sopracitato Amir.

### 2008-2012: I primi EP
Nel 2008 debutta da artista solista nella scena hip hop quando con la Quadraro Basement incide l'EP S.O.S, composto da sei brani. Tre anni dopo è stata la volta di Femmina Alfa, del quale il brano omonimo farà registrare nei primi mesi oltre 10 000 download.
Durante il 2011 inoltre partecipa all'Hip Hop TV Birthday Party alla Discoteca Alcatraz di Milano e apre le date di Marracash e Gué Pequeno.
Nel 2012 è stata la volta del terzo EP Lezioni di volo, che ha visto le collaborazioni di Ensi, Brusco, Gemitaiz,  LaMiss e Ntò. Nello stesso anno collabora con Max Pezzali nell'album Hanno ucciso l'Uomo Ragno 2012, nel brano Lasciati toccare, e ha aperto la data italiana del Pink Friday Tour della cantante Nicki Minaj.

### 2013-2014:Una seria

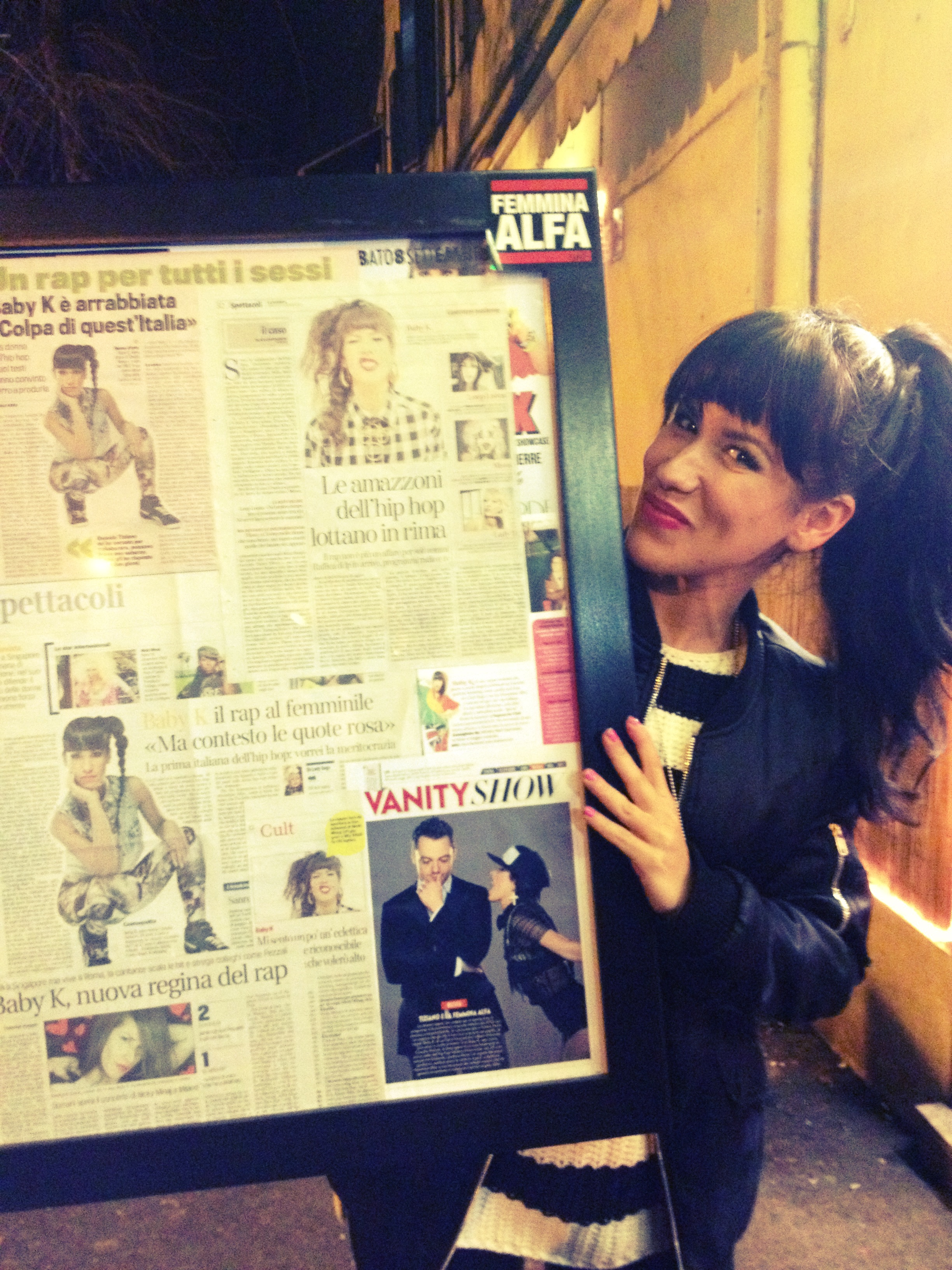
Baby K nel 2013

Nel 2013 esce l'album prodotto dalla Sony Music, Michele Canova Iorfida e Tiziano Ferro, Una seria. Il primo singolo estratto è Sparami. Il secondo singolo estratto è Killer, in duetto con Tiziano Ferro; pubblicato il 25 gennaio 2013, ottiene un buon successo, giungendo decimo nella Top Singoli. Il 12 marzo esce il primo album ufficiale con etichetta Sony Music, intitolato Una seria. Il terzo singolo estratto è Non cambierò mai, con la partecipazione di Marracash.
Verso aprile inizia anche il Killer Party, il primo tour nei locali italiani di Baby K. Il 13 maggio Baby K è l'artista d'apertura dell'unica data italiana del tour di Azealia Banks all'Alcatraz di Milano. Baby K viene anche nominata nella categoria Pepsi Best New Artist agli MTV Awards 2013 e vince il premio. A settembre 2013 esce il nuovo singolo Sei sola, ancora una volta in coppia con Tiziano Ferro. Il 18 gennaio 2014 esce il suo nuovo singolo Una Seria, nametrack dell'album, con l'intro di Fabri Fibra.
Baby K ha collaborato con i Two Fingerz nella traccia Mi piace contenuta in Two Fingerz V, il loro nuovo album. Sempre nel 2014 ha collaborato con Manuel Rotondo con il singolo Bad Boy per la finale di Top-Dj Italia, programma televisivo su Sky Uno.
Il 18 novembre 2014 pubblica il suo primo libro Come diventare femmina Alfa, edito da Mondadori. Il 13 dicembre 2014 ha partecipato ai Web Show Awards cantando Non cambierò mai e Killer.

### 2015-2016:Kiss Kiss Bang Bang
All'inizio del 2015, Baby K afferma di essere al lavoro al suo secondo album, il quale uscirà dopo l'estate e verrà prodotto dal duo di produttori Takagi & Ketra. Nel maggio dello stesso anno ha collaborato con Caneda nel brano Seven insieme ad altri cinque rapper: Fedez, Rocco Hunt, J-Ax, Gemitaiz ed Emis Killa.

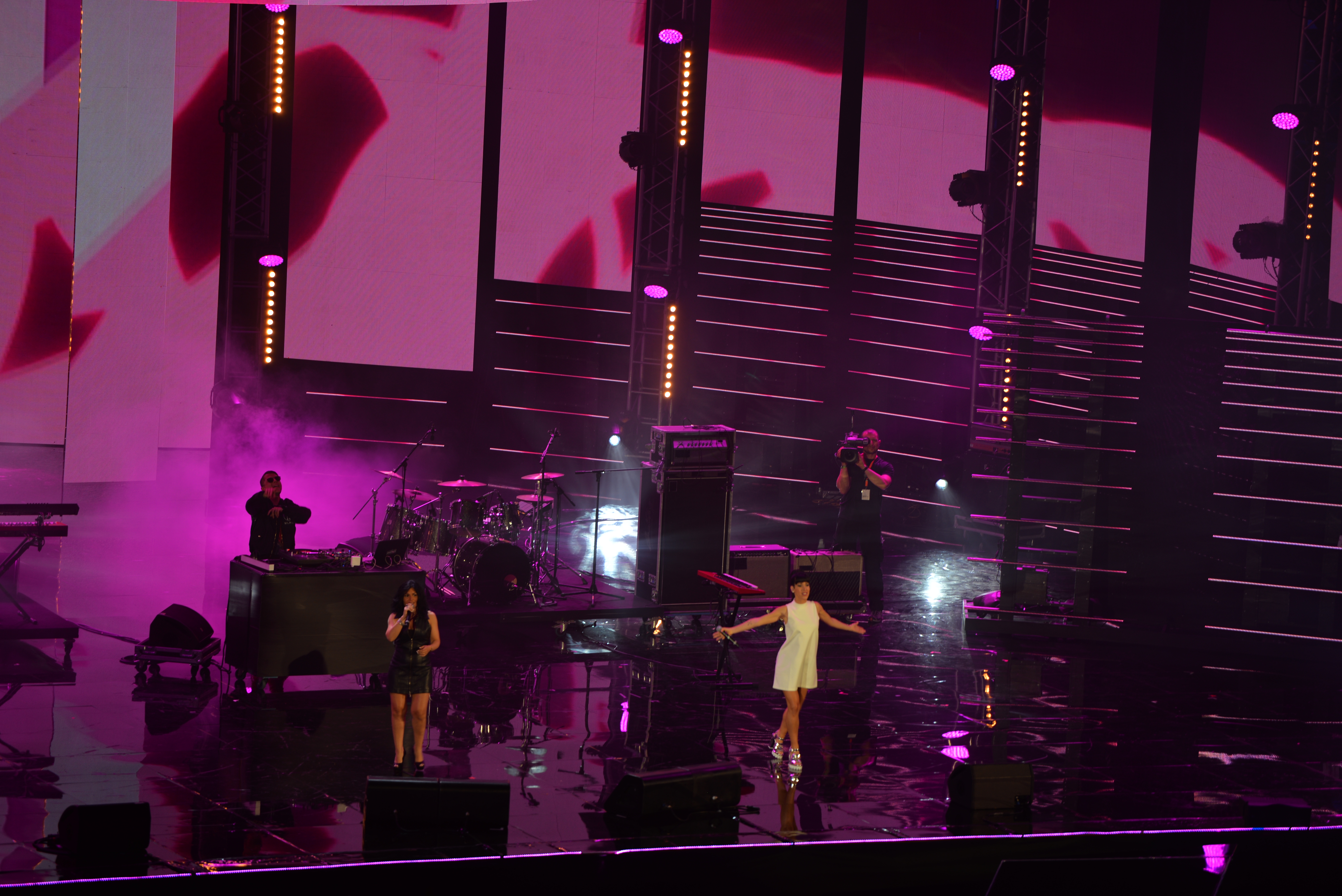
Baby K e Giusy Ferreri si esibiscono ai Wind Music Awards 2016 con il loro tormentone Roma-Bangkok

L'8 giugno 2015 è stato reso disponibile il singolo Anna Wintour, che ha anticipato l'uscita dell'album in studio Kiss Kiss Bang Bang, uscito l'11 settembre dello stesso anno. Il 19 giugno 2015 è stata la volta del secondo singolo Roma-Bangkok, che ha visto la partecipazione vocale della cantautrice Giusy Ferreri. Con questo brano, candidato come Hit dell'estate, la rapper ha partecipato al Summer Festival 2015, dove si esibisce sia nella serata d'apertura che in quella di chiusura. Roma-Bangkok ha ottenuto un ottimo successo in Italia, raggiungendo la prima posizione della Top Singoli e divenendo il singolo più venduto in Italia dal 2010. Il relativo videoclip è inoltre divenuto il primo nella storia della musica italiana ad avere raggiunto le cento milioni di visualizzazioni su YouTube, ottenendo di conseguenza la Vevo Certified; nel 2018 il video ha doppiato il numero di visualizzazioni sulla piattaforma, rendendo Baby K la prima cantante italiana a raggiungere tale traguardo.
Il 23 ottobre 2015 è entrato in rotazione radiofonica il terzo singolo Chiudo gli occhi e salto, in collaborazione con Federica Abbate. Il 19 febbraio 2016 la cantante, insieme a Giusy Ferreri, ha presentato la versione spagnola di Roma-Bangkok durante lo svolgimento del carnevale di Las Palmas de Gran Canaria; tale versione è stata pubblicata per il download digitale lo stesso giorno.
Il 18 marzo 2016 è stato pubblicato il singolo Light It Up - Ora che non c'è nessuno, versione in lingua italiana di Light It Up dei Major Lazer in collaborazione con Baby K e originariamente interpretato dalla cantante giamaicana Nyla. Il 17 giugno dello stesso anno è stata la volta del quarto singolo estratto da Kiss Kiss Bang Bang, Venerdì, accompagnato dal relativo videoclip.

### 2017-2023:IconaeDonna sulla Luna
Nel 2017 viene pubblicato il singolo Voglio ballare con te, cantato assieme a Andrés Dvicio, il cui video raggiunge le cento milioni di visualizzazioni su YouTube, diventando il secondo Vevo Certified di Baby K. In seguito è stato pubblicato un secondo singolo inedito, Aspettavo solo te, seguito quattro giorni più tardi dal relativo videoclip.
Nel corso del 2018 la cantante ha pubblicato i singoli Da zero a cento (22 giugno) e Come no (26 ottobre) e, in contemporanea all'uscita di Come no, è stato annunciato il terzo album in studio Icona, la cui pubblicazione è avvenuta il 16 novembre 2018.

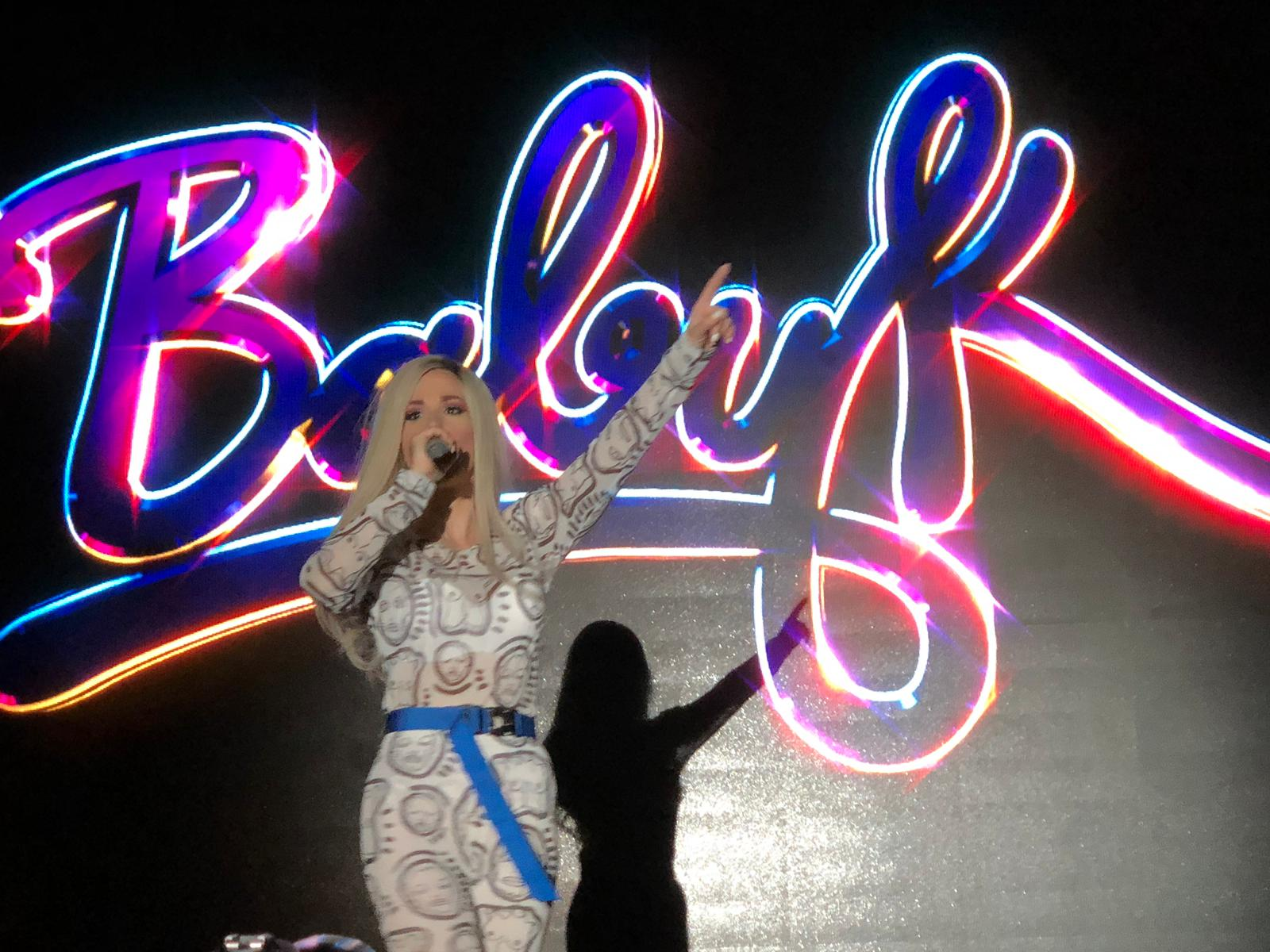
Baby K nel 2019 durante l'Icona Tour

A partire dal 2019 la cantante ha iniziato a pubblicare alcuni singoli inediti. Il primo di questi è stato Playa, presentato il 31 maggio, mentre il 6 marzo 2020 è uscito Buenos Aires, accompagnato tre giorni più tardi dal relativo videoclip. Il 25 giugno è invece uscito il singolo Non mi basta più, il quale vede la partecipazione dell'influencer Chiara Ferragni. Il 18 maggio 2021, dopo avere messo in commercio il singolo Pa ti in collaborazione con Omar Montes, la cantante ha annunciato il suo quarto album di inediti, intitolato Donna sulla Luna e reso disponibile dall'11 giugno successivo, in contemporanea con il singolo Mohicani, in collaborazione con i Boomdabash. Il 10 settembre, in collaborazione con Álvaro Soler, è uscito il singolo Non dire una parola.
Il 17 giugno 2022 è tornata sulle scene musicali con il singolo Bolero, che vede la partecipazione di Mika. Il 7 ottobre 2022 pubblica il singolo Easy.
Il 13 giugno 2023 ha pubblicato il singolo M'ama non m'ama. Il 19 aprile 2024 ha pubblicato il singolo Fino al Blackout.

## Discografia
- 2013 – Una seria
- 2015 – Kiss Kiss Bang Bang
- 2018 – Icona
- 2021 – Donna sulla Luna

## Tournée
- 2013 – Killer Party Tour
- 2013 – Una seria Tour
- 2016 – Club Tour[34]
- 2019 – Icona Tour
- 2023 – Donna sulla luna Live 2023

## Filmografia

### Attrice
- Zeta - Una storia hip-hop, regia di Cosimo Alemà (2016)

### Doppiatrice
- Alla ricerca di Dory, regia di Andrew Stanton e Angus McLane (2016)
- Scarpette rosse e i sette nani (Red Shoes and the Seven Dwarfs), regia di Sung-ho Hong (2019)

## Riconoscimenti
- Music Awards
  - 2016 – Premio singolo diamante per Roma-Bangkok
  - 2018 – Premio singolo multiplatino per Voglio ballare con te
  - 2019 – Premio singolo multiplatino per Da zero a cento
  - 2021 – Premio singolo multiplatino per Non mi basta più
- MTV Awards
  - 2013 – Pepsi Best New Artist
- Premio Lunezia
  - 2016 – Pop-Rap per il valore musical-letterario del brano Brucia
- Vevo Certified
  - 2016 – Premio per Roma-Bangkok
  - 2017 – Vevo Certified per Voglio ballare con te
  - 2019 – Premio per Da zero a cento